# Dimitrios Tomprof
Dimitrios Tomprof (Esmirna, imperio otomano, 5 de marzo de 1878 - Bruselas, ?) fue un atleta griego, que compitió en los Juegos Olímpicos de Atenas 1896 donde participó en dos pruebas. 
En los 800 metros lisos consiguió un quinto puesto en su serie de clasificación no clasificándose para la final. En la otra prueba que participó, los 1500 metros lisos, no tuvo que participar en series eliminatorias por ser final directa. En la final, en la que tan solo participaron ocho atletas, llegó en las últimas posiciones pero no se puede establecer de forma clara la posición final pues no quedó constancia y hay dudas si fue séptimo u octavo.